# You've Got to Change Your Mind
"You've Got to Change Your Mind" é uma canção gravada em dueto entre Bobby Byrd e James Brown. Lançada como single em 1968, alcançou o número 47 da parada R&B.